# 羧肽酶A4
羧肽酶A4是人类基因 CPA4 编码的蛋白质，属于一种羧肽酶（Carboxypeptidase）。